# Гијом де Лорис
Гијом де Лорис (фр. Guillaume de Lorris) је француски средњовековни песник и аутор првог дела Романа о Ружи.

## Живот
О животу Гијома де Лориса се зна веома мало. Претпоставља се да је рођен почетком 13. века, у месту Лорис, на северу Француске, а умро веома млад, око 1235. Вероватно је био племићког порекла, врло образован и везан за дворске куртоазне кругове.

## Два аутора Романа о Ружи
Мада је готово сигурно да је написао и друга дела, ово је једино које се данас приписује Гијому де Лорису, а и оно је, вероватно због преране песникове смрти, остало недовршено.
Крајем 13. века један други француски песник, Жан де Мен, написао је други део Романа о Ружи, али, осим заједничког оквира, он нема много сродности са првим делом. Разлика између првог и другог дела се најбоље огледа у различитом односу два песника према жени: док Лорис ствара култ жене, величајући је као узвишено биће које оплемењује мушкарца и тера га на велика и добра дела, Мен је види као главни извор зла у свету, а у најбољем случају као обично земаљско биће од ког не треба стварати култ. Лорис је припадник племства, становник двора и поборник куртоазне љубави, а Мен представник грађанске класе у настајању чији се назори разликују од назора виших слојева, што донекле објашњава и различит приступ истој теми.
Већина стручњака се слаже да је Лорисов део Романа уметнички успелији од Меновог, обимнијег и слабије компонованог. Док Лорис у центар своје пажње ставља идеалну, платонску љубав и савршену, недостижну жену као предмет те љубави, Мен користи своје дело да говори не само о жени и о љубави, већ и многим другим актуелним темама, као што су критика цркве, порекло власти и имовине, развој науке, природа као врховни принцип света.